# شتيفان رايزينغر
شتيفان رايزينغر (بالألمانية: Stefan Reisinger)‏ (مواليد 14 سبتمبر 1981 في لاندشوت - ألمانيا) لاعب كرة قدم ألماني يلعب حاليا لصالح نادي الدرجة الأولى فرايبورغ الألماني منذ 2009 في مركز المهاجم .

## روابط خارجية
- شتيفان رايزينغر على موقع قاعدة بيانات كرة القدم.إي يو (الإنجليزية)
- شتيفان رايزينغر على موقع بيانات كرة القدم. دي إي (الألمانية)
- شتيفان رايزينغر على موقع عالم كرة القدم.نت (الإنجليزية)
- شتيفان رايزينغر على موقع كووورة
- شتيفان رايزينغر على موقع AS.com (الإسبانية)